# Pluralismo
Il pluralismo, nelle scienze sociali, è la condizione di una società in cui individui e gruppi diversi per etnia, religione, cultura, orientamento politico o altro, coesistono nella tolleranza reciproca, conservando un'autonoma partecipazione alla vita pubblica e mantenendo una gestione autonoma delle proprie tradizioni culturali o ideologiche.
Nella filosofia il pluralismo indica invece una concezione che considera la realtà costituita da una pluralità di principi considerati tutti come fondamentali e non riducibili uno all'altro, al contrario del monismo.

## Descrizione
Nelle società autoritarie od oligarchiche il potere politico è concentrato in poche mani e le decisioni vengono prese da un ristretto numero di persone. Al contrario, in una società pluralistica il potere e la facoltà di prendere decisioni (assumendosi la responsabilità delle relative conseguenze) sono distribuiti.
Il pluralismo, infine, nega l'esistenza di una verità universale e oggettiva, e pertanto viene spesso ritenuto un pericolo per certe autorità, tipicamente, ma non soltanto, quelle religiose. È chiaro che, mentre il pluralismo tenta di armonizzare (senza assimilazioni e senza negare le differenze) posizioni diverse, quali ad esempio quella occidentale e quella islamica circa i diritti delle donne, l'irrigidimento fanatico su una delle due non può che portare a un conflitto (cosa che il pluralismo cerca appunto di evitare).
Il filosofo e teologo Raimon Panikkar ha fondato nei suoi testi il pluralismo su una solida base metafisica, superando le eccezioni sollevate da coloro che ritengono il pluralismo un'ennesima forma di relativismo agnostico, mostrando che è possibile parlare di verità anche senza ridurre tutta la realtà ad un unico punto di vista.
Alla visione teologica di Panikkar, fortemente influenzata dal Buddhismo, si contrappongono concezioni di ontologia pluralistica niente affatto metafisiche.
Il pluralismo dell'informazione nelle democrazie moderne è garantito dal principio della liberta' di antenna e dalla par condicio che assicura tempi di gestione equi e proporzionati del mezzo televisivo.